# دومينيك كورنو
دومينيك كورنو (بالفرنسية: Dominique Cornu)‏ مواليد 10 أكتوبر 1985 في بلجيكا، هو دراج بلجيكي في صنف سباق الدراجات على الطريق وعلى المضمار. شارك في دورة الألعاب الأولمبية الصيفية.

## وصلات خارجية
- الموقع الرسمي

## روابط خارجية
- دومينيك كورنو على موقع الاتحاد الدولي للدراجات (الإنجليزية)
- دومينيك كورنو على موقع أرشيف الدراجات (الإنجليزية)
- دومينيك كورنو على موقع إحصائيات الدراجات الإحترافية (الإنجليزية)
- دومينيك كورنو على موقع نسبة الدراجات (الإنجليزية)
- دومينيك كورنو على موقع CycleBase (الإنجليزية)
- دومينيك كورنو على موقع أوليمبيديا (الإنجليزية)